# 多囊毛蕨
多囊毛蕨（学名：Cyclosorus multisorus）为金星蕨科毛蕨属下的一个种。